# Kim Jho Kwang-soo
Dans ce nom coréen, le nom de famille, Kim, précède le nom personnel.
Kim Jho Kwang-soo (hangul: 김조광수), né le 26 mars 1965 à Seongbuk-gu, connu sous le nom de Peter Kim, est un réalisateur, scénariste et producteur sud-coréen. Il est le directeur général dans le groupe indépendant Youth Films.

## Biographie

### Carrière cinématographique
Diplômé de l'université d'Hanyang, Kim Jho Kwang-soo a commencé dans la production cinématographique en 1999 en produisant le film Happy End. En 2006, il collabore avec le réalisateur, Leesong Hee-il pour produire le film, No Regret, considéré comme le premier long métrage gay réalisé en Corée du Sud. En 2008, il réalise son premier court-métrage sans dialogue, Boy Meets Boy. En 2009, il réalise son deuxième court-métrage Just Friends? suivant le film Boy Meets Boy. Kim Jho Kwang-soo a déclaré qu'il voulait créer un "vrai film gay de pureté de 99,9%", d'après son observation que beaucoup de films coréens du passé figurent des représentations trompeuses des homosexuels. Il s'est basé sur ses propres expériences personnelles en tant qu'homosexuel pour l'histoire du film. En 2010, il réalise son troisième court-métrage LOVE, 100°C traitant sur l'homophobie. En 2012, il réalise son deuxième long métrage Two Weddings and a Funeral qui explore les tabous et l'intolérance dans la société coréenne dans l'histoire de Min-soo, un homosexuel et de son amie, Hyo-jin, lesbienne qui organise un simulacre de mariage.

### Vie privée
Kim Jho Kwang-soo a rendu publique son homosexualité et il est l'un des rares cinéastes à s'être ouvert publiquement. Le 7 septembre 2013, il a organisé une cérémonie de mariage publique avec son petit-ami Kim Seung-hwan, producteur de films et directeur général de Rainbow Factory avec qui il a entamé une relation depuis 2004 afin de prendre un engagement public et se positionner à la tête du mouvement pour lutter contre les discriminations dont sont victimes les membres de la communauté LGBT en Corée du Sud. Le 10 décembre 2013, Kim Jho Kwang-soo et Kim Seung-hwan ont tenu une conférence de presse pour annoncer qu’ils avaient constitué leur dossier pour que leur mariage soit inscrit sur les registres du bureau de Seodaemun. Le bureau avait d’abord accepté de recevoir les documents et de transmettre leur demande à une Cour de justice mais le dossier a été refusé et n'a même pas été examiné. Le 16 décembre 2013, le couple lance une procédure judiciaire condamnant l'attitude du bureau de Seodaemun d'avoir refuser d’examiner leur demande qui est un exemple de discrimination envers les homosexuels et qu'il n'avait droit d’interdire le mariage entre deux personnes du même sexe puisque aucun article de la Constitution ou du Code civil ne l'interdit,.

## Filmographie
Sauf indication contraire, les informations mentionnées dans cette section peuvent être confirmées par la base de données cinématographiques IMDb,  présente dans la section « Liens externes ».
| Année | Films                                                                         | Profession(s) | Profession(s) | Profession(s) | Profession(s) |
| Année | Films                                                                         | Réalisateur   | Scénariste    | Autre         |               |
| ----- | ----------------------------------------------------------------------------- | ------------- | ------------- | ------------- | ------------- |
| 1999  | Happy End (해피엔드)                                                          |               |               | Producteur    |               |
| 2001  | Wanee and Junah (와니 와 준하)                                                |               |               | Producteur    |               |
| 2002  | Jealousy Is My Middle Name (질투는 나의 힘)                                   |               |               | Producteur    |               |
| 2004  | So Cute (귀여워)                                                              |               |               | Producteur    |               |
| 2005  | The Red Shoes (분홍신)                                                        |               |               | Producteur    |               |
| 2006  | No Regret (후회하지 않아)                                                     |               |               | Producteur    |               |
| 2006  | Old Miss Diary (올드 미스 다이어리)                                           |               |               | Producteur    |               |
| 2006  | Boys of Tomorrow (우리에게 내일은 없다)                                       |               |               | Producteur    |               |
| 2006  | Pornmaking for Dummies (색화동)                                               |               |               | Producteur    |               |
| 2007  | Unstoppable Marriage (못말리는 결혼)                                          |               |               | Producteur    |               |
| 2007  | Milky Way Liberation Front (은하해방전선)                                     |               |               | Producteur    |               |
| 2008  | Death Bell (고死: 피의 중간고사)                                              |               |               | Producteur    |               |
| 2008  | Boy Meets Boy (소년, 소년을 만나다)                                           | ✔️            | ✔️            |               |               |
| 2009  | Just Friends? (친구사이?)                                                     | ✔️            | ✔️            |               |               |
| 2009  | More Than Blue (슬픔보다 더 슬픈 이야기)                                      |               |               | Producteur    |               |
| 2009  | Break Away (탈주)                                                             |               |               | Producteur    |               |
| 2010  | Be With Me (귀鬼)                                                             |               | ✔️            | Producteur    |               |
| 2010  | LOVE, 100°C (사랑은 100 °C)                                                   | ✔️            | ✔️            |               |               |
| 2011  | Détective K : Le Secret de la veuve vertueuse (조선명탐정: 각시투구꽃의 비밀) |               |               | Producteur    |               |
| 2011  | The Client (의뢰인)                                                           |               |               | Producteur    |               |
| 2012  | Two Weddings and a Funeral (두 번의 결혼식과 한 번의 장례식)                  | ✔️            | ✔️            |               |               |
| 2014  | One Night Only (원나잇 온리)                                                  | ✔️            | ✔️            |               |               |
| 2015  | Détective K : Le Secret de l'île perdue (조선명탐정: 사라진 놉의 딸)          |               |               | Producteur    |               |
| 2019  | Jo Pil-Ho : Souffle de rage (악질경찰)                                        |               |               | Producteur    |               |